# Glass House
La Glass House (traduzione: casa di vetro) è una casa progettata dall'architetto Philip Johnson per se stesso in un appezzamento di terreno in New Canaan, nello stato del Connecticut.
Fortemente ispirato dalla precedente casa Farnsworth di Mies van der Rohe, il progetto della Glass House ne resta comunque indipendente e costituisce un importante esempio di architettura moderna. È considerata il capolavoro di Philip Johnson.

## Storia
La casa si trova in un punto panoramico su un terreno di alcuni ettari di grandezza e dista circa cento metri dalla strada a cui è collegata. La sua costruzione è stata iniziata nel 1949 insieme all'edificio per gli ospiti, denominato Brick House.
Costruite in seguito, sul terreno sorgono adesso diverse altre strutture che Johnson ha progettato, tra le quali un padiglione affacciato sul laghetto interno alla proprietà, una galleria di quadri, una galleria di sculture, un piccolo studio e una portineria in stile decostruttivista denominata Da Monsta. Johnson utilizzò solo in un primo tempo l'edificio principale per dormire: in seguito, mentre costruiva nuovi edifici di servizio, iniziò a usare la brick house come "camera da letto".
L'architetto utilizzò questa casa nei fine settimana, dividendola con il compagno David Whitney, che Johnson conobbe nel 1960, fino alla propria morte avvenuta nel gennaio del 2005 proprio nella Glass House. Già aveva ceduto la proprietà della casa al National Trust for Historic Preservation con l'accordo che questo avrebbe reso la casa accessibile al pubblico dopo la sua morte. Whitney, seppur molto più giovane, morì di cancro appena sei mesi dopo il compagno e la casa fu aperta per le visite nel giugno del 2007.
Nel 1997 La Glass House è stata nominata National Historic Landmark del Connecticut.

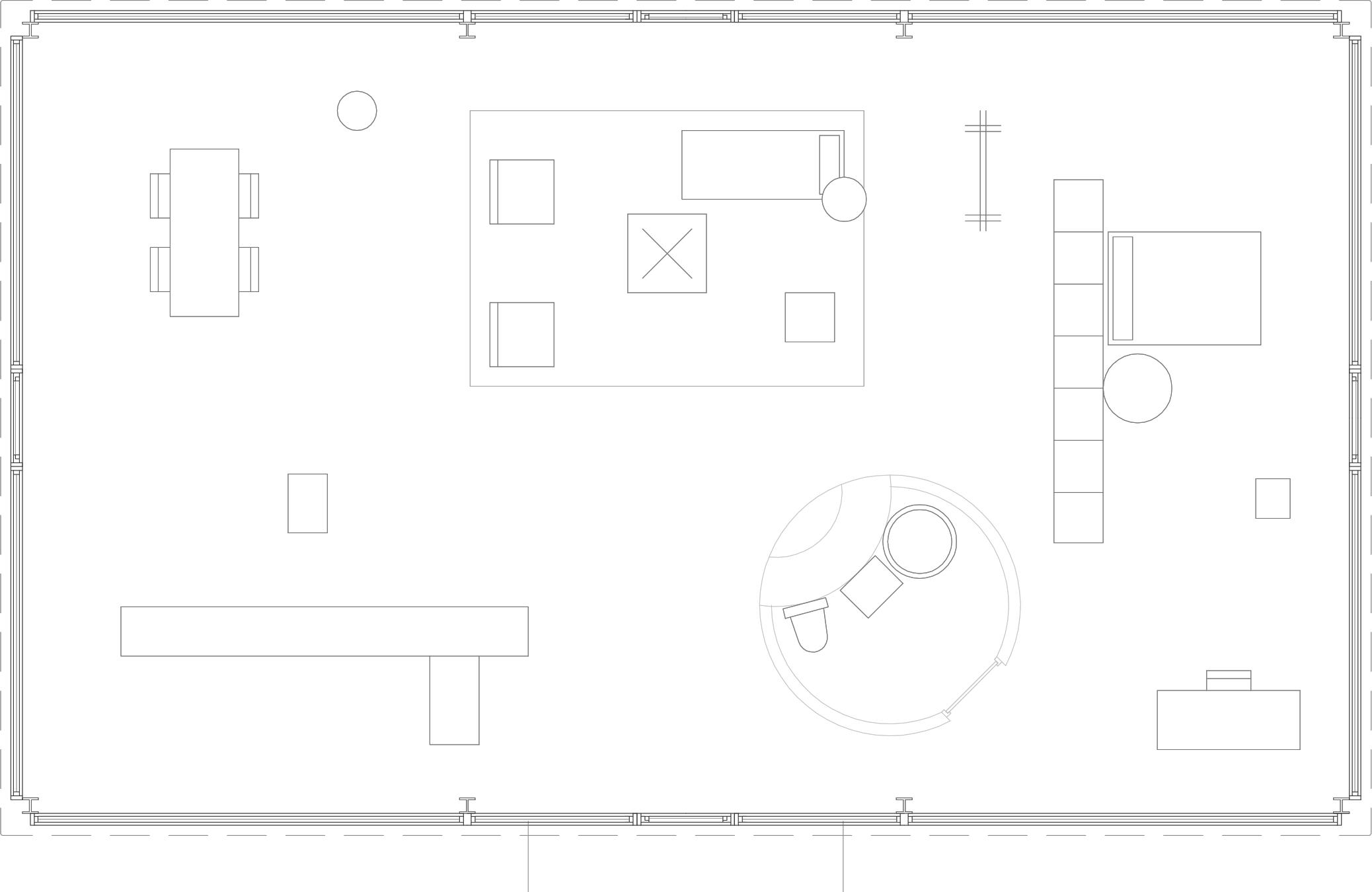
Planimetria della Glass House

## Caratteristiche
La Glass House è costituita da un blocco interamente di vetro di misure 17 m x 9,8 m x 3,2 m, posizionato su un podio di mattoni disposti a spina di pesce. La struttura è retta da pilastri di acciaio che tuttavia Johnson ha voluto nascondere il più possibile con le pareti vetrate, confondendoli con i più leggeri montanti delle finestre. Approccio, questo, completamente diverso da quello adottato da Van der Rohe nella casa Farnsworth, dove i pilastri di acciaio con profilo ad "H" sono separati dai piani orizzontali, che vengono in questa maniera evidenziati.
Oltre al pavimento, è di mattoni a vista anche un evidente cilindro che racchiude il bagno e comprende anche il camino. Questo cilindro dall'interno della casa penetra ed emerge dal soffitto ed è l'elemento più caratterizzante dell'architettura. Johnson ebbe modo di spiegarne la creazione nel 1950:
(Philip Johnson, traduzione di Carla Malerba)

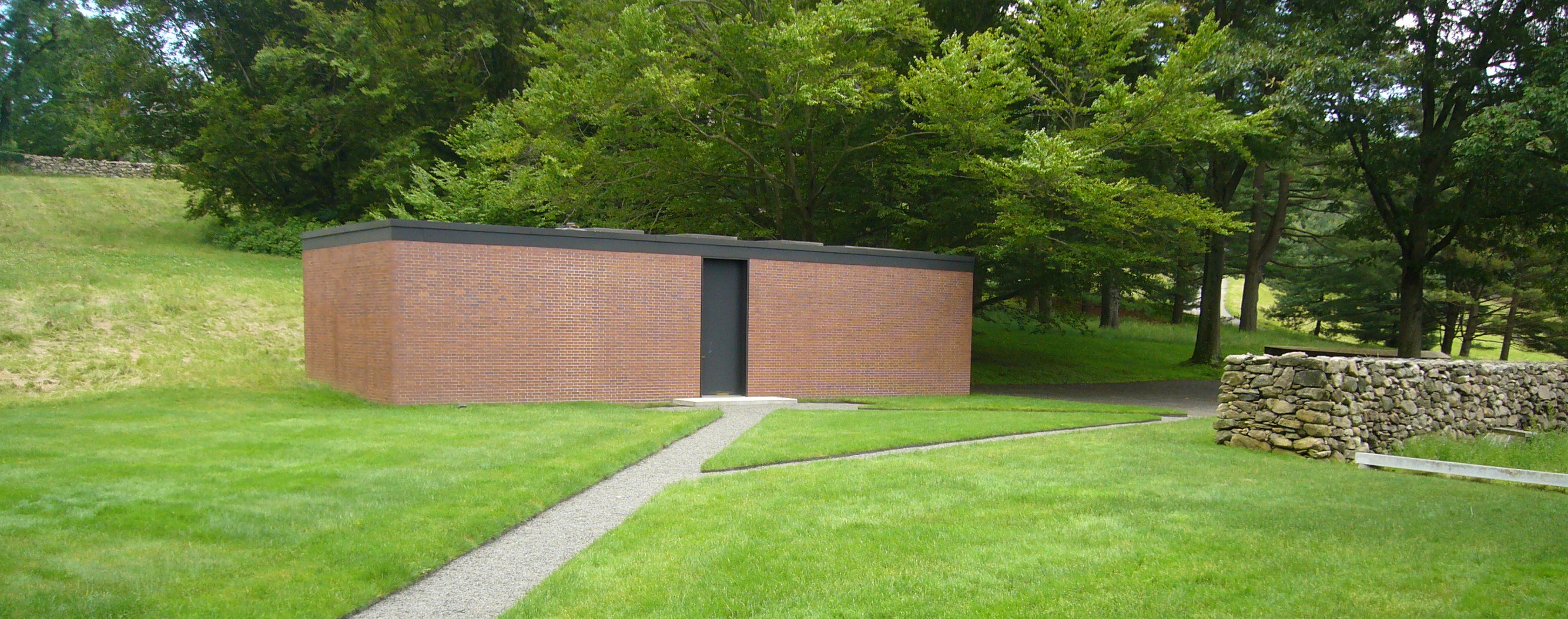
La Brick House ospitava originariamente lo studio di Johnson e due camere per gli ospiti, insieme alla sua collezione di quadri.

L'interno della casa, eccezion fatta per il cilindro di mattoni, è un unico open space, arredato in modo da essere suddiviso in zona pranzo, zona giorno e zona notte pur senza alcun setto a tutta altezza. La divisione tra interno ed esterno è anch'essa debolissima e l'unica schermatura è affidata a dei pannelli di seta grezza bianca che scorrono verticalmente lungo delle guide fissate alle pareti di vetro per poterle coprire.
Denominata Brick House, la casa per gli ospiti è situata di fronte all'edificio principale, con cui instaura un dialogo di contrasti: infatti, come rivela esplicitamente il nome e contrariamente alla Glass House, la Brick House ha una facciata composta interamente di mattoni a vista ed ha tre aperture solo sul retro. I due edifici sono composti da due parallelepipedi tra loro paralleli e collegati da sentieri diagonali di ghiaia, ricavati nel prato all'inglese. Completano la composizione altri elementi, come una vasca circolare e un muretto di pietra grezza interno al lotto.

## Gli altri edifici
Gli altri edifici che lo stesso Johnson ha progettato per sé e che si trovano intorno alla casa sono i seguenti:
- Il padiglione sul lago, ispirato all'architettura manierista e barocca italiana e costruito nel 1962.
- La galleria di dipinti, che ospita alcune opere di Frank Stella, Andy Warhol e Robert Rauschenberg, è completamente interrata e con una pianta composta da tre cerchi. Le opere sono affisse su pannelli che ruotano lungo delle guide sul soffitto. Fu costruita nel 1965.
- La galleria di sculture, che ospita alcune opere di Michael Heizer, George Segal oltre che di Frank Stella e Robert Rauschenberg. Fu costruita nel 1970.
- Il cancello d'ingresso è costituito da due torri in calcestruzzo che calano una barra ricavata dal boma di una barca a vela sulla strada d'accesso al lotto. Fu costruito intorno al 1980
- Lo studio, che comprende anche la biblioteca personale di Johnson, costruito nel 1980.
- La Ghost House è lo scheletro di una casa realizzato in rete metallica su una vecchia fondazione di un fienile; non è un edificio funzionale, ma un omaggio alle idee del postmodernismo. Fu costruita nel 1984.
- Una scultura a forma di torre in calcestruzzo dedicata all'amico di Johnson Lincoln Kirstein e costruita nel 1984.
- La portineria, chiamata: Da Monsta e costruita secondo forme anti-canoniche, è ispirata al progetto di un museo di Frank Stella e all'opera di Hermann Finsterlin; è evidente anche l'influenza di Frank Gehry e Peter Eisenman. Fu costruita nel 1995.

Altri tre edifici già presenti nella zona, furono acquistati e restaurati da Johnson e da Whitney nel corso degli anni. A differenza della Glass House, rispecchiano la tipica casa americana: il fatto che Johnson abbia deciso di conservarli dimostra il suo interesse nei confronti dell'architettura vernacolare.

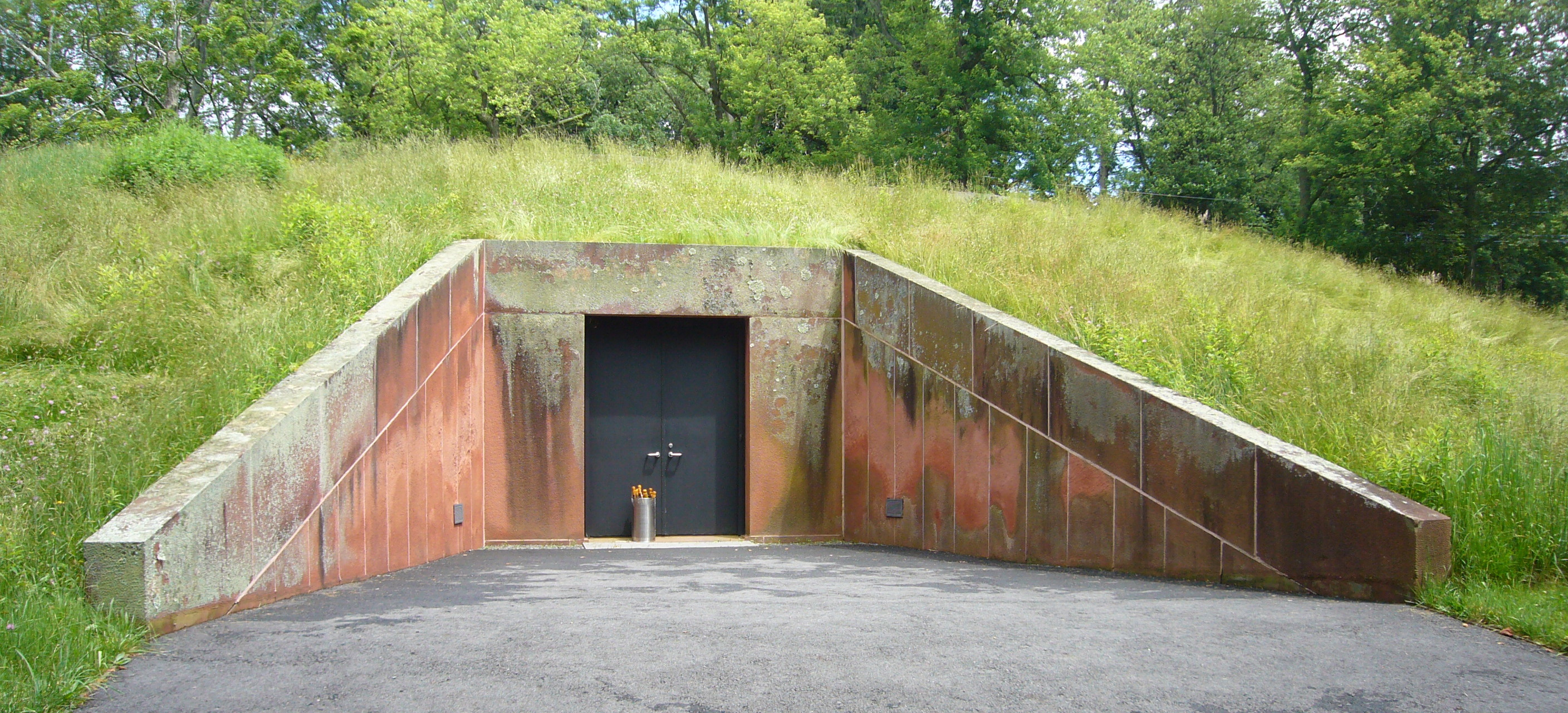
Ingresso della galleria di quadri
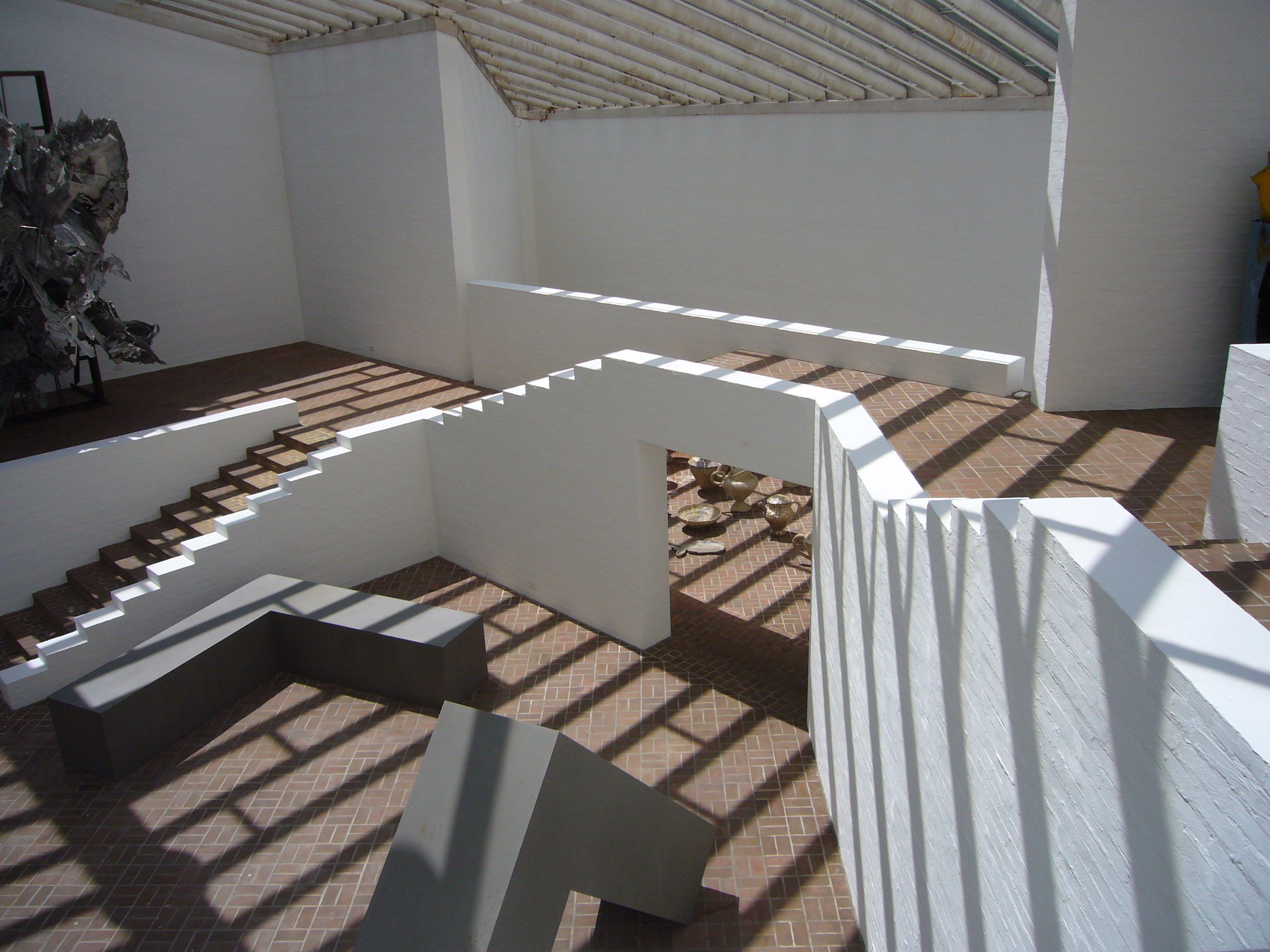
Interno della galleria di sculture
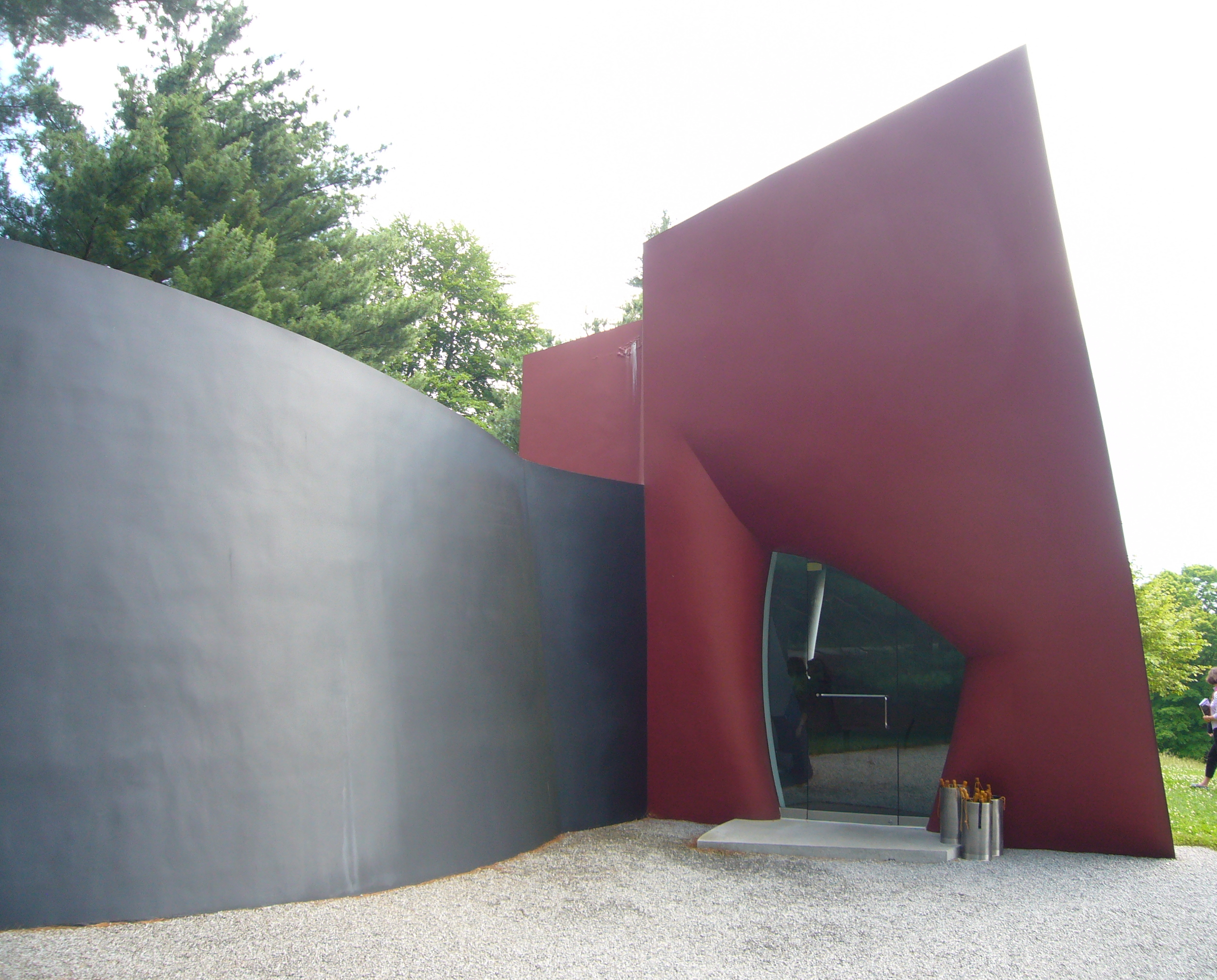
Il Da Monsta
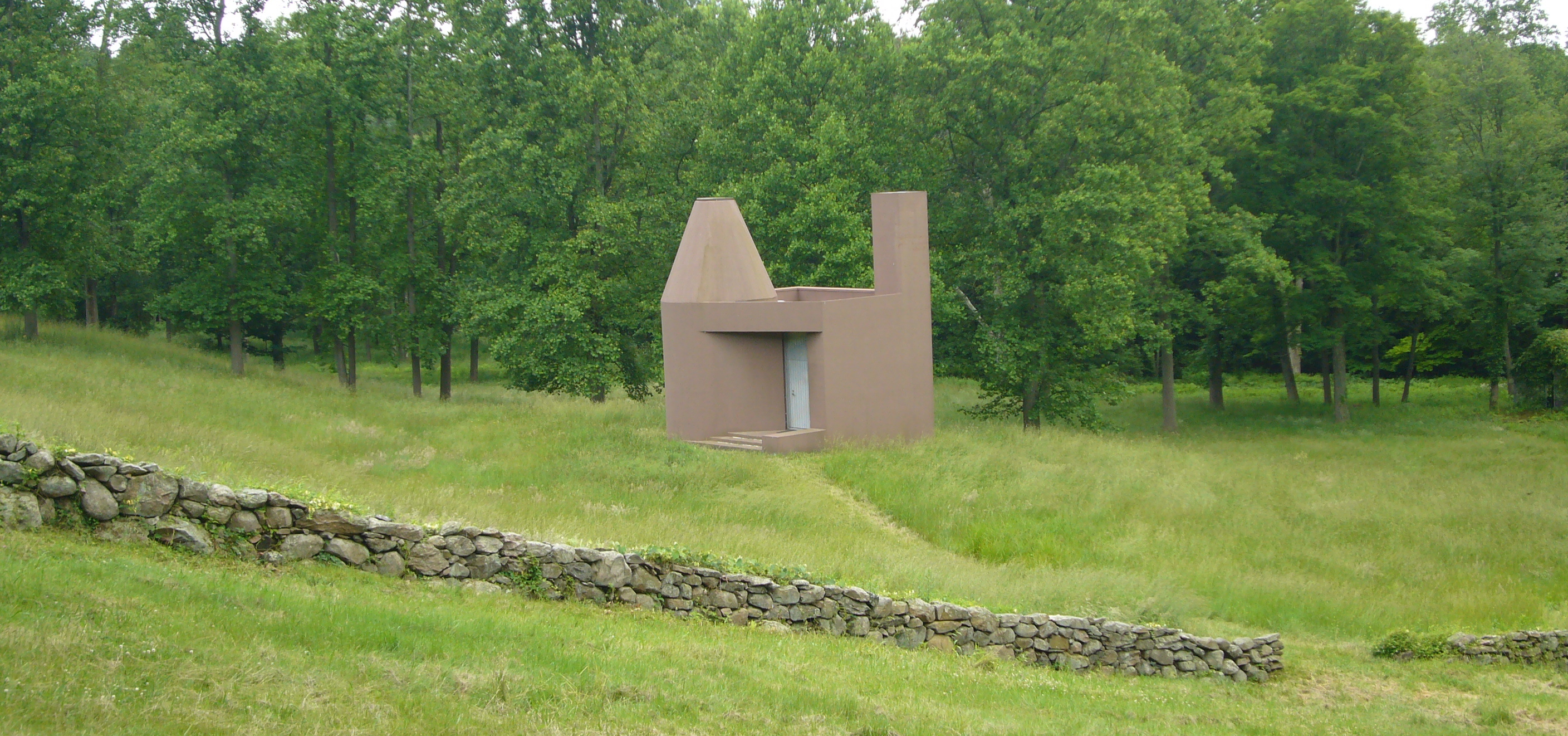
Lo studio